# 나비잠 (영화)
"나비잠"은 2018년에 개봉한 대한민국 & 일본의 합작 영화이다. 

## 캐스팅
- 나카야마 미호 : 료코 역
- 김재욱 : 찬해 역
- 이시바시 안나 : 안나 역
- 루크
- 마시마 히데카즈
- 카츠무라 마사노부 : 이시이 역
- 스가타 슌 : 아야미네 루지 역
- 나가세 마사토시 : 오오무라 역
- 시부야 아사미
- 토야 사노
- 코보라 테츠로